# کوتا هوشی
کوتا هوشی (انگلیسی: Kota Hoshi؛ زادهٔ ۲۷ ژوئیهٔ ۱۹۹۲) بازیکن فوتبال اهل ژاپن است.